# The Fens

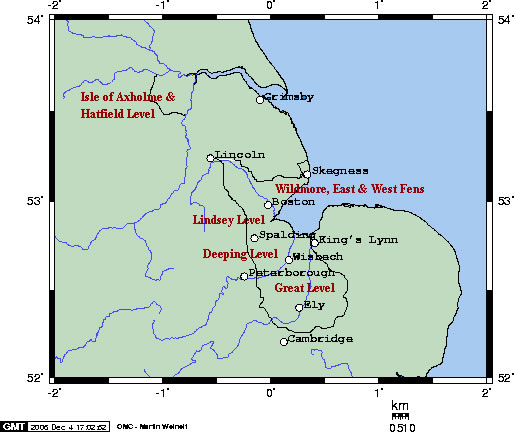
The Fens met de verschillende afwateringsgebieden

The Fens, ook wel bekend als Fenland, vormen een laaggelegen geografisch gebied in het oosten van Engeland, nabij de Noordzee. Het is in de 17e eeuw drooggelegd onder leiding van de Zeeuwse waterbouwkundige Cornelis Vermuyden.
The Fens liggen hoofdzakelijk langs en nabij The Wash, een van de grootste estuaria van het Verenigd Koninkrijk, en bestrijken bestuurlijk twee regio's (East of England en East Midlands), vier hedendaagse graafschappen (Lincolnshire, Cambridgeshire, Norfolk en een klein deel van Suffolk) en elf districten. Het hele gebied heeft een oppervlakte van zo'n 3800 km². De belangrijkste plaatsen in The Fens zijn Boston, Spalding, Ely, Wisbech en King's Lynn.

## Kenmerken

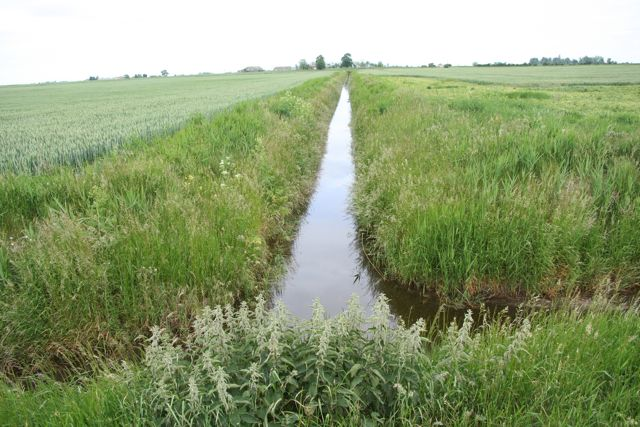
Nederlands aandoend polderlandschap in het Fenland

Heden ten dage bestaan The Fens hoofdzakelijk uit landbouwgebieden, die sterk worden gekenmerkt door hun vlakheid en hun lage ligging, vele delen liggen onder zeeniveau. Zoals ook het geval is met gelijksoortige gebieden in Nederland, bestonden The Fens oorspronkelijk uit draslanden met zoet- of zoutwater, die kunstmatig zijn drooggelegd en daarna nog steeds moeten worden beschermd tegen overstromingen, door middel van afwateringssystemen. Met behulp van deze afwateringssystemen zijn The Fens een van de belangrijkste Britse landbouwgebieden geworden, vooral wat betreft graan en groente.
The Fens kunnen worden onderverdeeld in verschillende afwateringsgebieden (Engels: levels), zoals de Great Level (onderverdeeld in de North, Middle en South Level), Deeping Fen, Lindsey Level, Bourne Fen, Whaplode Fen, Holland Fen, West Fen en de East Fen. Deze gebieden zijn in de loop van de geschiedenis samengevoegd met andere gebieden, opgesplitst of aan andere gebieden toegevoegd.
Tussen The Fens en The Wash, vooral in het middengedeelte, liggen wad- en moerasgebieden. Belangrijkste rivieren zijn de Witham, Welland, Nene en de Great Ouse.